# Vavřín vznešený
Vavřín vznešený (Laurus nobilis L.), alternativně též vavřín ušlechtilý, obvykle zvaný jen vavřín, je statný strom z čeledi vavřínovitých (Lauraceae). Od starověku je znám jako symbol vítězství.

## Popis, rozšíření
V původním areálu rozšíření dorůstá výšky až 12 metrů. Je bohatý na silice.
Pochází z Přední Asie, odkud se rozšířil do celého Středomoří, kde byl dříve součástí přirozených středomořských lesů.

## Stanoviště
Daří se mu v lehkých propustných půdách. Nesnáší ani dlouhodobé sucho, ani přemíru vlhkosti v půdě. Potřebuje relativně hodně slunečního svitu, snáší přímé slunce nebo slabý polostín. Jde o teplomilnou rostlinu, která v našich podmínkách musí být na zimu chráněna ve sklenících nebo zimních zahradách.

## Obsahové látky
Plody vavřínu jsou bohaté na silice, tvořené částečně tuky, částečně terpenickými látkami. Listy obsahují až 1,3 % eterického oleje, v němž převládají terpenické látky.

## Fyziologické působení
Silice, obsažené v čerstvých listech a dřevu, při požití mohou způsobit alergické reakce. Kromě toho silice, zejména při vdechování, mohou způsobovat halucinace, případně i ztrátu vědomí.

## Použití
V současnosti se pěstuje po celém světě hlavně pro okrasu, a to i v květináčích jako zakrslý stromek.
Sušené listy vavřínu se používají jako koření pod jménem bobkový list, resp. bobek. Kromě toho jsou sušené listy používány v léčitelství jako prostředek proti artritidě a pro posílení žaludku. Plody byly v minulosti užívány jako prostředek proti střevním parazitům, dnes vzhledem ke zjištěným možným negativním vedlejším účinkům se již neužívají.
Obsahové látky jsou účinné jako prostředek proti křečím (zejména jako antiepileptikum), proti bolestem a zánětům a mají antioxidační účinky.

## Kulturně-historický význam
V starořeckých mýtech se ve vavřínový strom proměnila nymfa Dafné, aby se skryla před ji pronásledujícím Apollónem, který pak na znamení smutku z neopětované lásky nosil na hlavě vavřínový věnec. Dafné měnící se ve vavřín ztvárnil ve svém mistrovském díle barokní sochař Bernini.
Ve starověkém Řecku byli věnci spletenými z vavřínových snítek korunování vítězové nejen ve sportovních ale i v jiných soutěžích (odtud pochází pojem „vavřínové věnce“). Podobně ve starověkém Římě byli vavřínovými věnci zdobeni vojevůdci, vracející se z vítězných válečných tažení. Také akademický titul „bakalář“, původně baccalaureatus vznikl zkrácením latinského sousloví bacca laurea coronatus, tedy „korunovaný vavřínovým věncem“; podobně od názvu poëta laureatus („vavřínovaný“ básník) pochází i termín „laureát“.
Slovo loreta je rovněž odvozeno od latinského názvu vavřínu a ve starověkém Římě původně označovalo vavřínovou alej.
Vavřínový věnec byl udělován řeckým a římským básníkům a tento zvyk se přenesl až do dnešních časů, básníci britského královského dvora dostávají titul básník laureát s vavřínovým věncem. Také jméno Laura, pocházející z italštiny, má se jménem vavřínu společný původ.
Vavřín byl pokládán za mocnou rostlinu, která chrání před úderem blesku. Římský historik zaznamenal, že císaři Tiberiovi „blesky naháněly nadměrnou hrůzu, a zatáhla-li se trochu obloha, nikdy nechodil bez vavřínového věnce na hlavě, protože se tvrdí, že se tomuto druhu listí blesky vyhýbají".